# أماني تيري

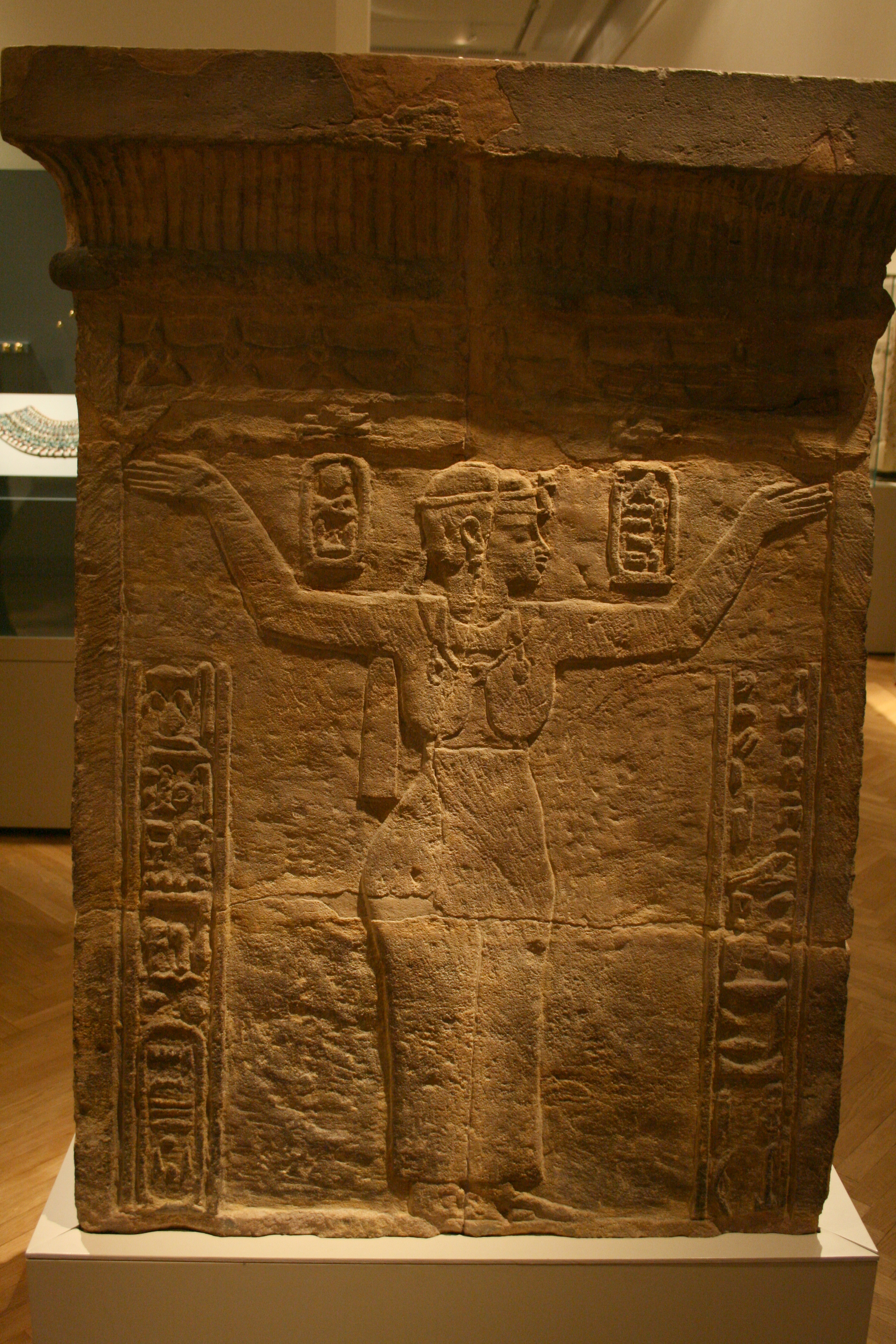
الملكة أماني تور في نحت من ود بانقا ويعرض في برلين

أماني تيري أو أماني تور كنداكة (ملكة) نوبية من مملكة كوش في مروي التي تعرف أيضاً باسم مملكة النوبة ، وعرفت أيضاً كالعديد من الملكات النوبيات اللاتي قدن الجيوش اثناء المعارك بأسم الملكة المحاربة ويقرأ اسمها في الهيروغليفية ميدكير.

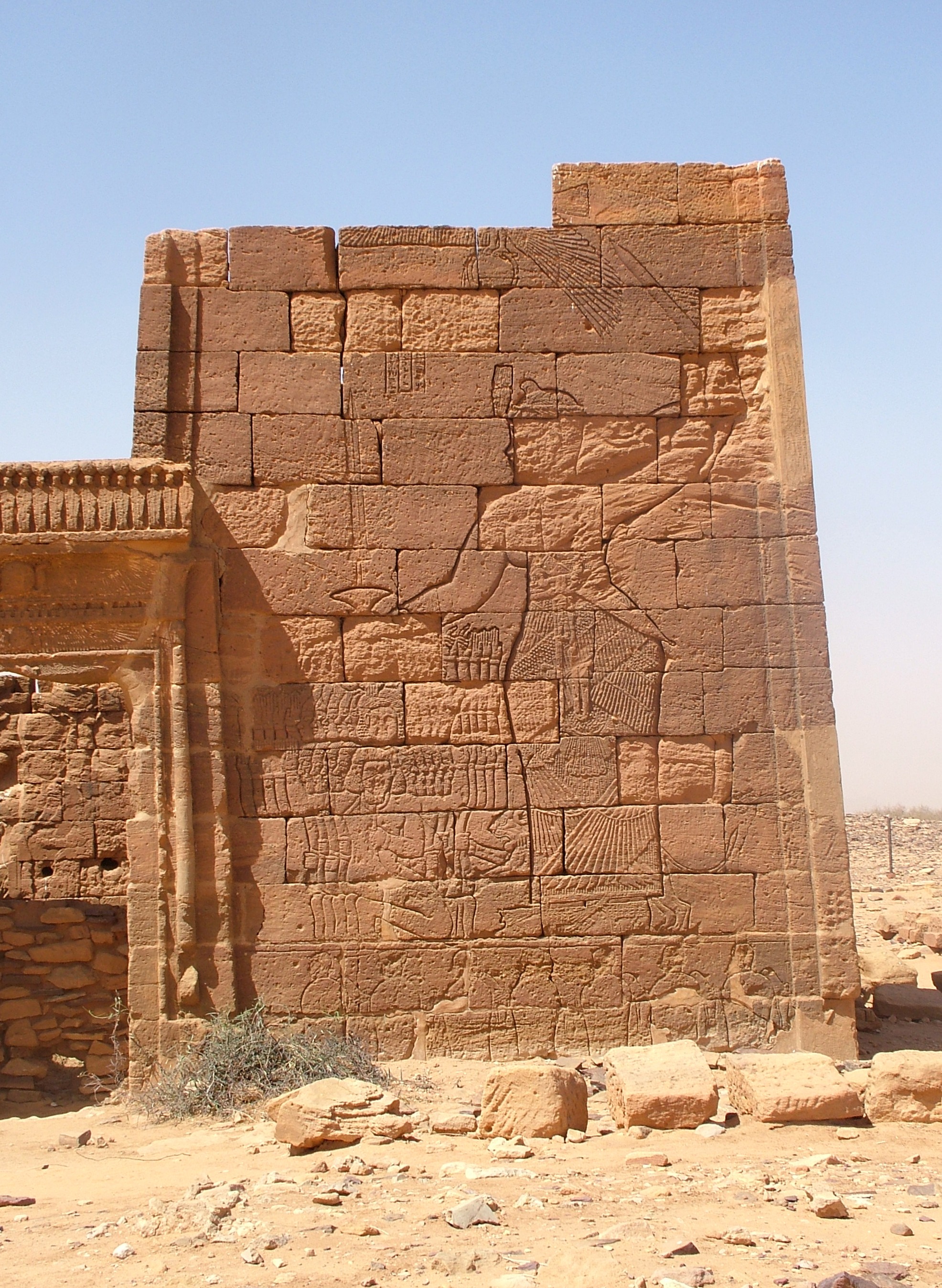
الملكة أماني تيري تسحق الأعداء

وعرفت أيضاً كوصية علي عرش الملك نتكامانى بعد الكنداكة أماني شاخيتي ولم يعرف علي وجه الدقة الي اليوم إذا ما كنت ام الملك نتكامانى أم زوجته. لكن الثابت انها كانت شريكته في الحكم.
قصرها الملكي موجود في جبل البركل وقد تم إعلانه في العام 2003 كأحد مواقع التراث العالمي التابع لليونسكو ، و امتد نطاق حكمها الي مابين النيل الأزرق وحتي نهر عطبرة . بدأ عهدها في العام الميلادي الأول، وتزكر في العديد من النصوص علي انها الحاكمة كما في مثل معبد نبتة العاصمة النوبية قرب مدينة شندي أو معبد الأسد في النقعة. وتظهر دوماً الي جوار الملك نتكامانى في الرسومات والمنحوتات والجدير بالذكر ان الكنداكات (الملكات) كان لهن دور قوي في نظام السلطة في المملكة الكوشية فقد كن يقدن الجيوش ويقمن بإعداد أبنائهن للحكم، ويمكنهن إنهاء الإنظمة بعزل الملوك أو أمرهم بالإقدام علي الانتحار.
توفيت في العام 50 ميلادية، دفنت في هرمها الخاص بمدينة مروي الذي تبلغ مساحته حوالي 6 امتار مربعة عند القاعدة، وهو ليس هرماً بالمعني الدقيق للكلمة.
وتعتقد بعض المصادر أنها ذكرت في الأنجيل في قصة الحوار مع الأثيوبي في سفر أعمال الرسل الإصحاح 8:26-40: ( تحدث ملاك الرب الي فيليب قائلاً : أستيقظ وإذهب الي الجنوب الي الطريق الذي يذهب الي الأسفل من اورشليم الي غزة الي الصحراء، فأستيقظ وذهب، ولمح رجلاً خصياً من إثيوبيا وكان ذو مرتبة عظيمة عند ملكة اثيويبا الكنداكة، فهو المسئول عن كنوزها، وقد اتي الي اورشليم للعبادة، وهو يستعد للعودة الي دياره جالساً في مركبته الحربية ويقرأ سفر اشعياء الرسول .....).

## سرقة الآثار النوبية
وتعتبر الكنداكة أماني تيري، واحدة من المجموعة الأخيرة للملوك العظام الذين شيدوا مملكة كوش ،وقد قامت بإعادة بناء معبد امون الضخم في مروي بعد ان حطمه الرومان وكذلك ابتدأ من عهدها تم تشييد خزانات حفظ المياه في مروي ، وشاركت الملك نتكامانى في تشييد معابد امون في النقعة وعمارة، ويتضح من كم المباني التي تم تشييدها في القرن الميلادي الأول ان هذه الفترة كانت أكثر فترات الحضارة المروية إزدهاراً، إذ بلغ عدد الإهرامات وحدها أكثر من 200 هرماً خلافاً عن المعابد والقصور ، التي نهب اغلبها في العصور القديمة.
وينظر المؤرخون الي الكنداكة أماني تيري بعين الاعتبار والإستحسان وقد تم اختيارها كرقم 39 في قائمة اعظم 50 شخصية إفريقية ، وكثيراً ما يتم ذكرها خطأً ضمن الحضارة المصرية القديمة. ، لكن الحقيقة أنها تتبع لحضارة مملكة كوش التي كانت دولة غنية وبها مصادر هائلة من الذهب وتقوم بتصدير المجوهرات والمنسوجات والحيوانات النادرة وقد تأثرت الحضارتين ببعضهما ثقافياً ودينياً وأختلفتا في العديد من الجوانب الأخري.

## معرض صور

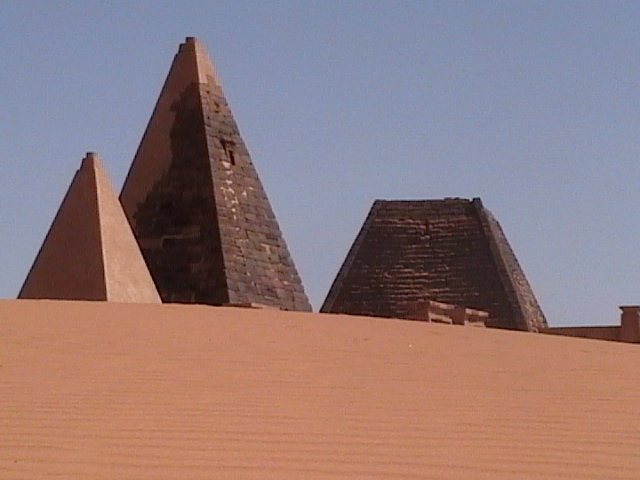
الإهرامات النوبية
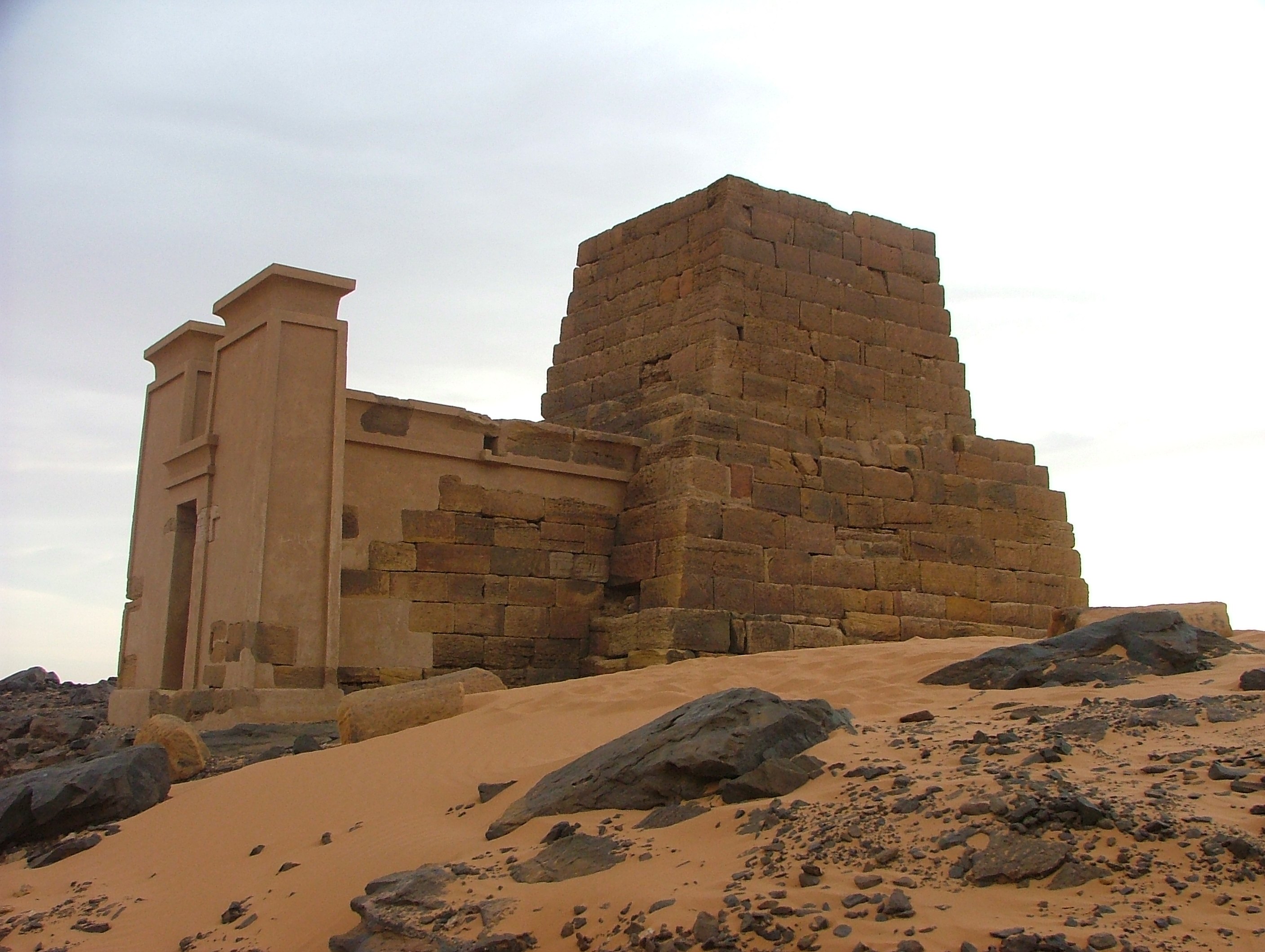
هرم الملكة في مروي